# Římskokatolická farnost Lhenice
Římskokatolická farnost Lhenice je územním společenstvím římských katolíků v rámci prachatického vikariátu českobudějovické diecéze. Od září 2015 je ex currendo spravovaná z farnosti Netolice.

## O farnosti

### Historie
V roce 1263 či 1283 byly Lhenice součástí majetku cisterciáckého kláštera ve Zlaté Koruně, ke konci 14. století je zde zmiňovaná plebánie. Nejstarší plebáni sem byli dosazováni opatem zlatokorunského kláštera, jediný jménem známý je kněz Petr, který zde působil v roce 1405. V 16. století byla farnost nekatolická, roku 1575 zde působil kněz Mikuláš a v roce 1582 Jeroným Pražský. Poslední nekatolický kněz Adam Táborský byl vyhnán roku 1621, následně byla farnost spravovaná z Brlohu. Kdy byla obnovená lhenická farnost není přesně známo, ale již v roce 1655 je zde zmiňován katolický farář. Do roku 1682 byl k lhenické farnosti přifařen Čakov, nejstarší dochované matriční knihy jsou z roku 1694. Farář Jan Fortini vymohl u patronky kostela, vdovy Eleonory ze Schwarzenberka, prodloužení a zvětšení kostela, za faráře Františka Schobra byla založená farní kronika. Roku 1770 zde biskup Jan Ondřej Kayser biřmoval 1 329 osob. Během působení faráře Vojtěcha Tomší, byly roku 1787 k lhenické farnosti přifařeny od Netolic Horní Chrášťany a Třebanice, naopak odloučeny byly Vrbice, které připadly farnosti Vitějovice. Počínaje farářem Jakubem Schustrem byla farní kronika psaná v češtině (do té doby latinsky).
V červnu roku 2009 slavil ve farním kostele primiční Mši svatou novokněz, R. D. Mgr. Jan Hamberger.

### Duchovní správa
Přehled duchovních správců od roku 1655:
- před 1655–1665 P. Jan Libertinus
- 1665–1681 P. Jan Nayburský, odešel do Netolic, kde zemřel
- 1681–1682 P. Šimon Massauer
- 1683–1685 P. Vít Josef Koch, odešel na farnost Chroboly
- 1685–1690 P. Bernard Vaněk, O.Cist., roku 1690 se stal převorem vyšebrodského kláštera
- 1690–1694 P. Lukáš František Foytl
- 1694–1719 Karel Dicento († 1719), pohřben v kostele
- 1719–1725 Tomáš Bárta († 1725), pohřben v kostele
- 1725–1727 Václav Michal Pelikán, později děkan a vikář v Soběslavi
- 1727–1730 Václav Smrčka, odešel do Klatov, kde zemřel
- 1730–1756 Jan Fortini († 1756), pohřben v kostele
- 1753–1758 František Fidler († 1758), pohřben v kostele
- 1758–1780 František Schober († 1780), pohřben v kostele
- 1780–1782 Linhart Stegbauer († 1782)
- 1782–1798 Vojtěch Tomší
- 1798–1803 Karel Mertl
- 1803–1805 Antonín Sperling
- 1805–1806 Antonín Průša
- 1806–1814 Jakub Pek
- 1814–1820 Alois Žižka († 1820), pohřben na lhenickém hřbitově
- 1820–1821 Antonín Dvořák
- 1821–1835 Václav Accent
- 1835–1842 Josef Köppel
- 1842–1853 Jakub Schuster
- 1853–1855 Josef Kladrubský († 1855), pohřben na lhenickém hřbitově
- 1855–1874 Josef Vondra
- 1875–1893 Petr Havel (* 30. června 1833)[6]
- 1894–1919 Matěj Pužej
- 1919–1920 Adolf Omáčka, administrátor
- 1920–1933 František Kubata
- 1933–1936 František Kukačka, administrátor
- 1936–1951 František Kukačka
- 1951–1960 Václav Klíma
- 1960–1971 Štěpán Mandelíček
- 1971–1990 Xaver Josef Švanda
- 1990–2000 Jan Tampír
- 2001–2008 Piotr Pytel
- 2008–2009 Pavel Liška, excurrendo z Netolic
- 2009–2015 Josef Dominik Doubrava, OPraem., administrátor[2]
- od 22. září 2015 R. D. Mgr. Pavel Liška, excurrendo z Netolic[2]

### Současnost
Bohoslužby se ve farním kostele svatého Jakuba Staršího konají každou neděli od 11.15 hodin.

## Galerie

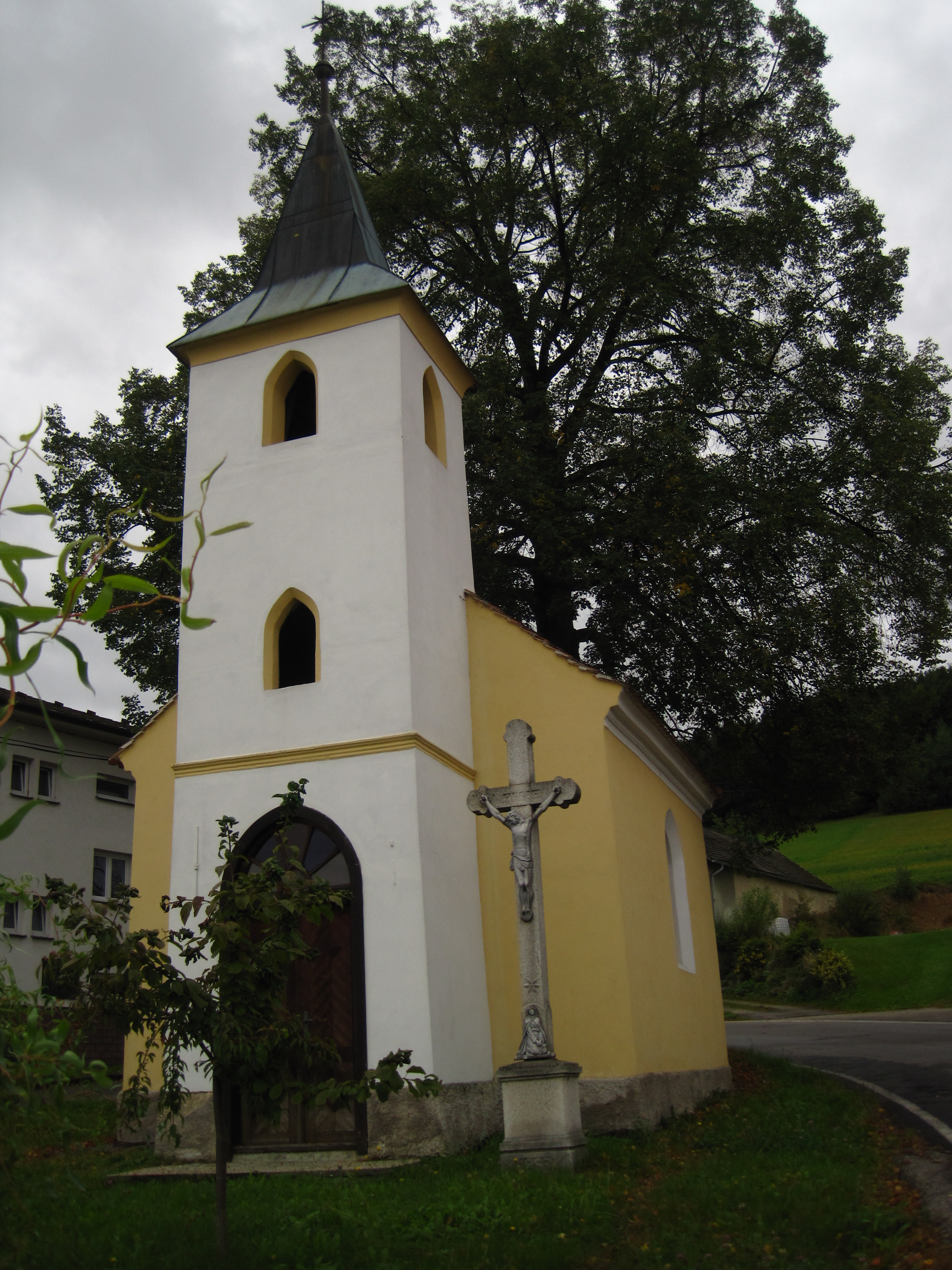
Kaple ve Vadkově
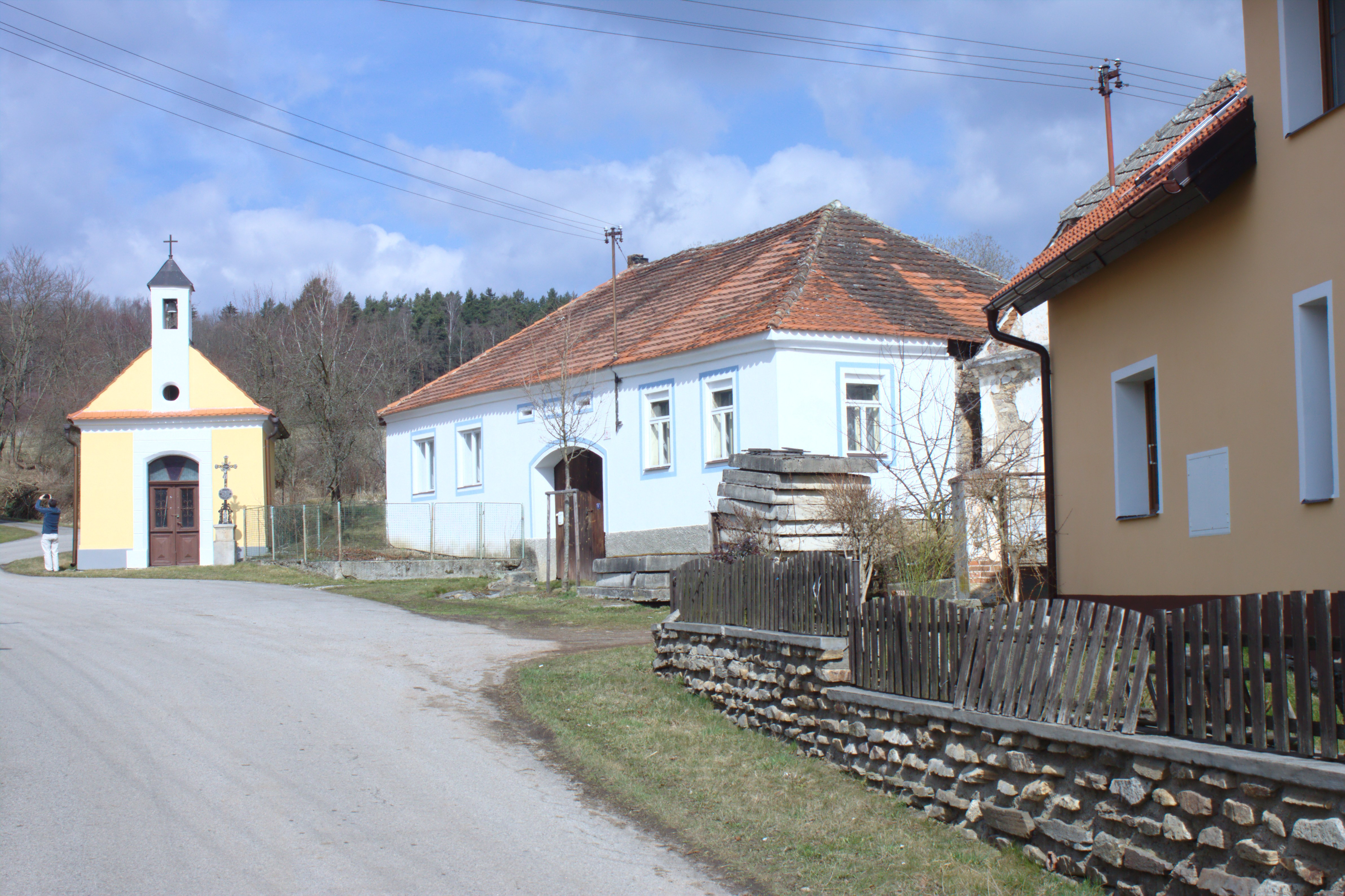
Náves v Hoříkovicích s kaplí
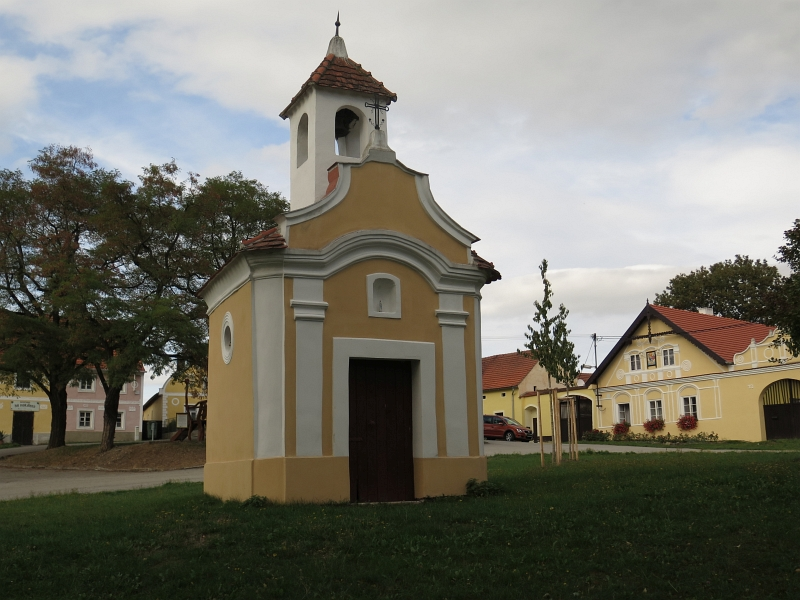
Kaple svatého Václava v Třešňovém Újezdci
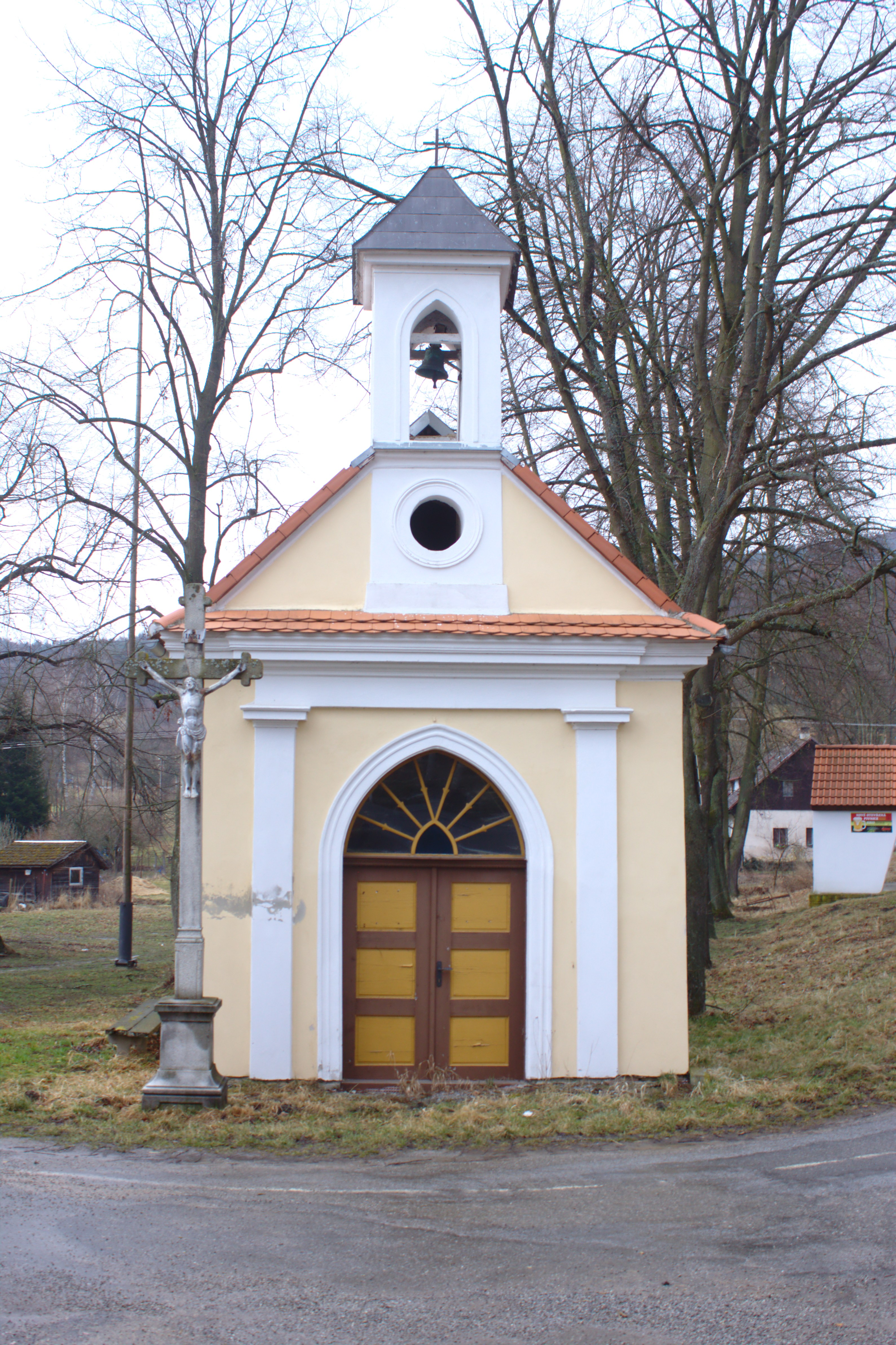
Kaple v Horních Chrášťanech